# Frangepán Flóra
Terszati őrgróf Frangepán Flóra (írói álnevén Ozolyi Flóra) (17. század közepe–18. század első fele) apáca, műfordító, író.

## Élete
Frangepán Ferenc Kristóf és De Naro Lullia (Júlia) leánya volt. Apját 1671. április 30-án Zrínyi Péterrel együtt a Wesselényi-összeesküvésben való részvétel miatt Bécsújhelyen lefejezték. Vagyonukat elkobozták. Apja halála feletti fájdalma miatt a pozsonyi Klarissza rendi apácák közé lépett. A Frangepán nevet császári átok sújtotta, ezért vette fel apja lakhelyéről az Ozolyi álnevet. Az apácarendben kezdett el műfordításokkal foglalkozni. „Fordításait a korhoz képest erőteljes, magyar zamatú nyelv jellemzi.”

## Munkái
- Lelki oskola és a jó halálnak mestersége. Latinból ford. Pozsony, 1722.
- A megdicsőitett penitenczia tartásnak eleven példája. Pozsony, 1722. (Seraphicus szent Ferencz élete. Irta Bonaventura kardinális; ford. németből valamely Clarissa szűz.) 440 lap
- A halandó testben szenvedő halhatatlan Istennek historiája... Pozsony, 1727. (Stanihurstius után ford. 2. jav. kiadás. Nagyszombat, 1770., utolsó jav. kiadás. Eger, 1776.)
- Az ur kinszenvedése. Pozsony, 1727. (Stanihurtius után latinból ford.)
- Jó reménységnek hajócskája. Buda, 1743.